# Philodendron speciosum
Philodendron speciosum es una especie de arbusto perenne del género Philodendron de la  familia de las aráceas. Es originaria de Sudamérica.

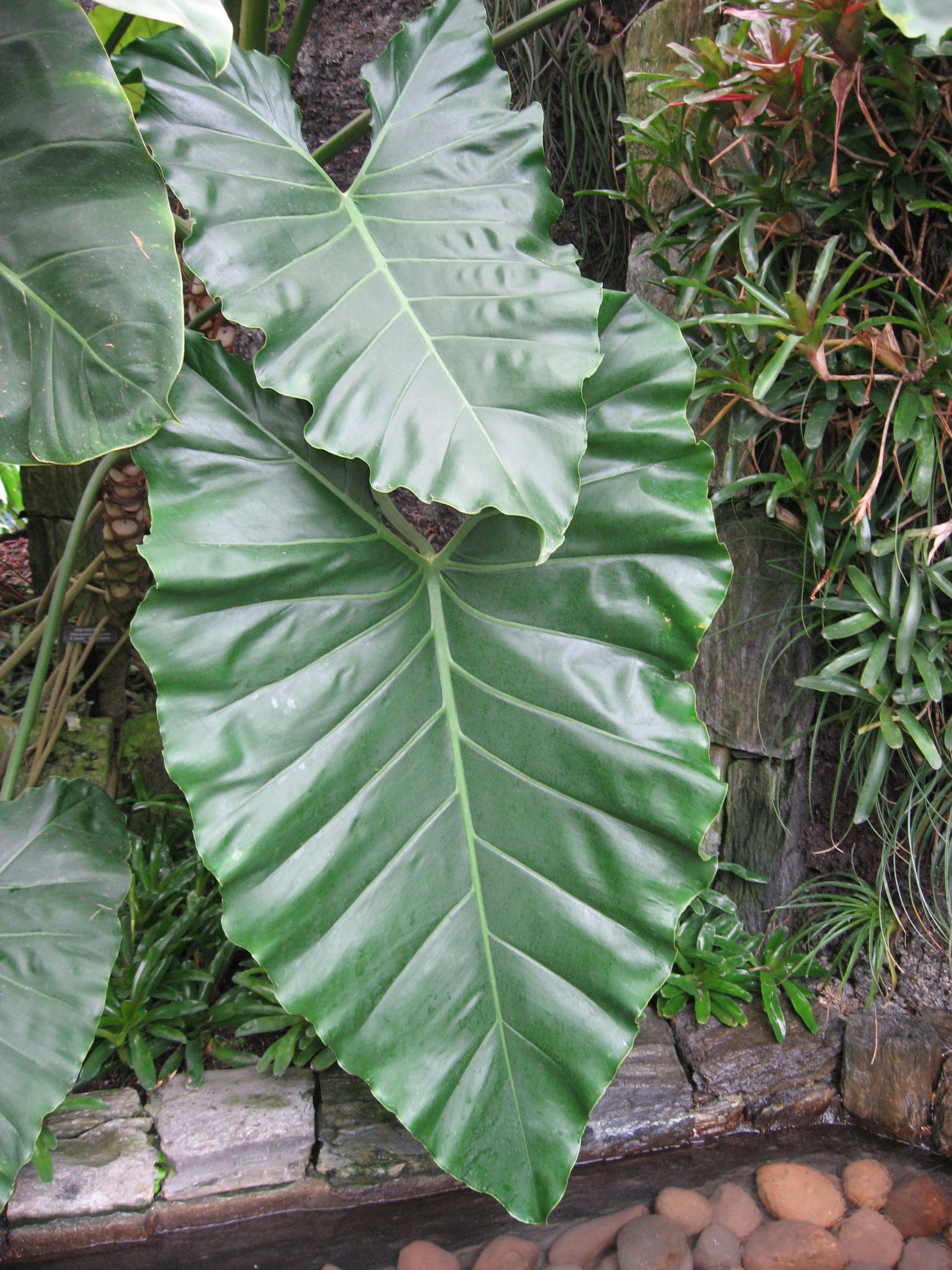
Hojas

## Taxonomía
Philodendron speciosum fue descrito por Schott ex Endl. y publicado en Genera Plantarum 1(3): 237. 1837.
Etimología
Ver: Philodendron
speciosum: epíteto latíno que significa "llamativo".
Sinonimia
- Meconostigma speciosum Schott[3]